# 高井戸町
高井戸町（たかいどまち）は、かつて東京府豊多摩郡にあった町。前身の高井戸村についても、ここで記述する。

## 歴史
- 1889年（明治22年）5月1日 - 東多摩郡大宮前新田、松庵村、久我山村、中高井戸村、上高井戸村および下高井戸村が合併し、東多摩郡高井戸村となる。村長は、井口栄次郎（大宮前新田）。
- 1896年（明治29年）4月1日 - 豊多摩郡高井戸村となる。
- 1915年（大正04年） - 戸数は565戸あった。
- 1916年（大正05年）7月 - 京王電気軌道により、電気供給が始まる。
- 1926年（大正15年）7月1日 - 町制施行し、豊多摩郡高井戸町となる。
- 1932年（昭和07年）10月1日 - 東京市杉並区に新設合併される。

### 町名の変遷
杉並区成立時の町名改称は以下のとおり。
| 実施後         | 実施年月日    | 実施前（いずれも高井戸町で、各字名ともその全域）         |
| -------------- | ------------- | -------------------------------------------------------- |
| 下高井戶一丁目 | 1932年10月1日 | 大字下高井戶字宿                                         |
| 下高井戶二丁目 | 1932年10月1日 | 大字下高井戶字四ツ割・蛇場美・柏ノ宮・鎌倉橋             |
| 下高井戶三丁目 | 1932年10月1日 | 大字下高井戶字新山                                       |
| 下高井戶四丁目 | 1932年10月1日 | 大字下高井戶字鎌倉橋坂上・濱田山・大道東・大道西         |
| 上高井戶一丁目 | 1932年10月1日 | 大字上高井戶字屋敷裏・町裏                               |
| 上高井戶二丁目 | 1932年10月1日 | 大字上高井戶字兒子谷戸・西原・五割・中久保               |
| 上高井戶三丁目 | 1932年10月1日 | 大字上高井戶字東原・佃・御伊勢・中袋・前山・小山・池袋   |
| 上高井戶四丁目 | 1932年10月1日 | 大字上高井戶字堂ノ下・堂ノ上・正用裏・北裏・正用・正用下 |
| 上高井戶五丁目 | 1932年10月1日 | 大字上高井戶字打越・北原・屋敷・正用西・屋敷下           |
| 久我山一丁目   | 1932年10月1日 | 大字久我山字鍛冶屋敷・東ノ原・下ノ原                     |
| 久我山二丁目   | 1932年10月1日 | 大字久我山字宮下・向ノ原・三屋・堀向                     |
| 久我山三丁目   | 1932年10月1日 | 大字久我山字北ノ原・西ノ原・中屋敷                       |
| 大宮前一丁目   | 1932年10月1日 | 大字大宮前字富士見浦・大下                               |
| 大宮前二丁目   | 1932年10月1日 | 大字大宮前字宮下                                         |
| 大宮前三丁目   | 1932年10月1日 | 大字大宮前字南中宿                                       |
| 大宮前四丁目   | 1932年10月1日 | 大字大宮前字北中宿                                       |
| 大宮前五丁目   | 1932年10月1日 | 大字大宮前字南本村                                       |
| 大宮前六丁目   | 1932年10月1日 | 大字大宮前字北本村                                       |
| 西高井戶一丁目 | 1932年10月1日 | 大字中高井戶字南                                         |
| 西高井戶二丁目 | 1932年10月1日 | 大字中高井戶字北                                         |
| 松庵一丁目     | 1932年10月1日 | 大字松庵字南                                             |
| 松庵二丁目     | 1932年10月1日 | 大字松庵字北                                             |

## 産業
高井戸町であった当時は農業が盛んに行われていた。特にキュウリ生産が盛んで、地域の名を冠した高井戸節成胡瓜という品種が作出され地域の特産となっていた。

## 地名
1930年（昭和5年）時点の大字および小字は以下の通り。
以下の表記で記載。
- 大字名
  - 小字名（地番）
主要所在物:地番

- 大宮前（旧大宮前新田）
  - 富士見浦（1-53）、南中宿（54-166）、南本村（167-303）、北本村（304-462）、北中宿（463-574））、下宿（575-711）、大下（おおしも。712-715）
庚申ノ藤:1、高井戸郵便局:307、大宮前駐在所:437、慈宏寺:560-562、春日神社:573-574

- 久我山（旧久我山村）
  - 原ノ下（1-55）、北ノ原（56-107）、西ノ原（108-158）、中屋敷（159-263）、東ノ原（264-326）、鍛冶屋敷（341-481）、宮下（神田上水宮下橋が所在。482-539）、向之原（540-619）、三星（620-685）、堀向（686-715）
高井戸第二小学校:58、久我山駐在所:86、立教高等女学校:122-124、稲荷神社:226-227

- 上高井戸（旧上高井戸村）
  - 屋敷裏（1-136）、裏町（138-308）、兒子谷戸（309-342）、西原（343-398）、五ツ割（399-445）、中久保（446-508）、東原（509-599）、佃（600-718）、御伊勢（719-797）、中袋（798-853）、山前（854-909）、小山（910-1034）、下屋敷（神田上水佃橋が所在。1035-1210）、正用（しょうえい）下（1211-1344）、池袋（1345-1559）、堂ノ下（1560-1753）、堂ノ上（1754-1810）、正用奥（1811-1854）、北裏（1855-1957）、正用（1958-2055）、打越（2056-2107）、北原（2108-2150）、正用西（2161-2175）
株式取引所運動場:582-591、明治生命運動場:602、成田山:739、天神社:798、浴風園:818-824、833、834、837、842-853、松林寺:1954、高井戸小学校:2058、町役場:2075（現在の武蔵野ローンテニスクラブ付近）、上高井戸駐在所:2166

- 下高井戸（旧下高井戸村）
  - 宿（1-351）、新山（352-402）、四ツ割（403-520）、蛇場美（神田上水神田橋が所在。521-654）、柏ノ宮（655-761）、鎌倉橋（神田上水鎌倉橋が所在。762-837）、鎌倉橋坂上（838-860）、濱田山（861-938）、大道東（941-1001）、大道西（1002-1051）
下町駐在所:44、上北原郵便局:215、下高井戸駐在所:234、第三小学校:283

- 中高井戸（旧中高井戸村）
  - 北（1-51）、南（52-145）
中高井戸駐在所:21

- 松庵（旧松庵村）
  - 南（1-75）、北（76-147）

## 教育機関
- 私立立教高等女学校
- 高井戸農商公民学校
- 高井戸町青年訓練所
- 私立玉成保姆養成所
  - 附属玉成幼稚園
- 高井戸尋常高等小学校
- 高井戸第二尋常小学校
- 高井戸第三尋常小学校

## 関連書籍
東京市臨時市域擴張部 『豊多摩郡高井戸町現状調査』 1931年